# Эрлих, Пол
Пол Ральф Эрлих (англ. Paul Ralph Ehrlich; род. 29 мая 1932 года, Филадельфия, штат Пенсильвания) — американский биолог. Доктор (1957), профессор Стэнфордского университета, где работает с 1959 года, член Национальной АН США (1985) и Американского философского общества (1990), иностранный член Лондонского королевского общества (2012).
По образованию энтомолог, специализирующийся на чешуекрылых; в соавторстве с ботаником Питером Рейвеном предложил модель их коэволюции с цветковыми растениями, пользующуюся большой популярностью в научных кругах. Также является известным экологом и демографом. Наиболее известен своими предостережениями в отношении рисков популяционного роста и ограниченных ресурсов. Эрлих получил наибольшую известность после публикации в 1968 году книги «Популяционная бомба» (The Population Bomb). С тех пор большинство из его предсказаний в точности не оправдались; в частности, популяционный рост замедлился и появились новые технологии производства продовольствия; однако стали реальностью — о том, что выбросы парниковых газов приведут к таянию ледников, и о том, что человечество вытеснит дикую природу. Тем не менее, Эрлих придерживается своего основного тезиса о том, что популяция людей слишком велика и является прямой угрозой выживанию как человечества, так и окружающей среды планеты.
В 2011 году, после того как население Земли превысило 7 миллиардов человек, Эрлих отметил, что следующие два миллиарда нанесут больший урон среде, поскольку нам приходится использовать методы добычи ресурсов, которые приносят всё больший вред.

## Биография
Окончил Пенсильванский университет (бакалавр зоологии, 1953) В 1957 году получил докторскую степень в Канзасском университете (его руководителем был известный апиолог Чарлз Миченер). С 1959 года в штате Стэнфорда, в 1966 году стал профессором биологии, президент Millennium Alliance for Humanity and the Biosphere. Подписал «Предупреждение человечеству» (1992). Член Американской академия искусств и наук (1982) и Американской ассоциация содействия развитию науки (1978). Соучредитель Всемирного культурного совета. Автор получившей признание книги Ecoscience.

### Пари Эрлиха с Саймоном
Экономист Джулиан Саймон утверждал, что перенаселение само по себе не является проблемой, и человечество сможет адаптироваться к изменяющимся условиям. Саймон считал, что в долгосрочной перспективе человеческая креативность будет постоянно улучшать уровень жизни, и в сущности ресурсы Земли безграничны («сырьё всегда дешевле труда»). Эрлих назвал Саймона лидером экономистов «карго-культа времен космической эры», считающих, что новые ресурсы будут появляться магическим образом, и утвердил свою позицию, что популяционный рост истощает запасы еды, чистой воды и минералов.
Этот спор привел к пари Эрлиха с Саймоном в 1980 году. Эрлих утверждал, что в течение десятилетия цены на выбранный им набор металлов увеличатся, но в итоге проиграл это пари Саймону, так как благодаря научно-техническому прогрессу им появились альтернативы:
- искусственный корунд почти заменил карбид вольфрама в металлообработке;
- электропроводку стали делать не только из относительно дорогой меди, но и из более дешёвого алюминия, а появление волоконно-оптической связи уменьшило потребление меди в телекоммуникациях;
- расход олова на лужение (например, консервных банок) снизился благодаря новым лаковым покрытиям;
- спрос на никель и хром снизился из-за прогресса в технологиях упрочнения металлов и появлению новых сплавов.

Позднее экономисты показали, что в большинстве десятилетних периодов последнего столетия Эрлих выиграл бы это пари.

## Награды и отличия
- John Muir Award, Sierra Club[англ.]
- Золотая медаль, Всемирный фонд дикой природы
- Стипендия Мак-Артура
- Service Award, Society for Conservation Biology[англ.] (1987, в числе первых удостоенных)[10]
- Премия Крафорда (1990)
- ECI Prize[англ.] (1993)
- Volvo Environmental Prize (1993, совместно с Джоном Холдреном)
- Sasakawa Environment Prize ООН (1994)
- Heinz Award[англ.] (1995)
- Премия Тайлера (1998)
- Премия Хейнекена (1998)
- Премия «Голубая планета» (1999)
- (Анти)премия Цыплёнка Цыпы (2001)
- Eminent Ecologist Award, Американское экологическое общество (2001)
- Distinguished Scientist Award, American Institute of Biological Sciences[англ.] (2001)
- Ramon Margalef Prize in Ecology[англ.] (2009)
- BBVA Foundation Frontiers of Knowledge Award (2013)
- Удостоен почётных степеней[3].